# Fútbol femenino en los Juegos del Pacífico 2011
El fútbol femenino fue uno de los deportes presentes en los Juegos del Pacífico 2011. Nueve selecciones nacionales disputaron las medallas en la rama femenil. Los equipos se dividieron en dos grupos, el primero de cinco y el segundo de cuatro, y los dos primeros de cada sector avanzaron a las semifinales cuyos ganadores pasaron a disputar la final por la medalla de oro.
Originalmente estaba previsto que el torneo funcionara como la primera fase de clasificación al torneo de fútbol de la juegos olímpicos de 2012, pero igual que en el caso de la rama varonil la participación de la selección de Guam impidió que este plan se pudiera llevar a cabo.
El sorteo de los grupos se celebró el 19 de julio de 2011.

## Grupo A
| Equipo             | Pts | PJ | PG | PE | PP | GF | GC | Dif |
| ------------------ | --- | -- | -- | -- | -- | -- | -- | --- |
| Nueva Caledonia    | 10  | 4  | 3  | 1  | 0  | 12 | 1  | +11 |
| Papúa Nueva Guinea | 9   | 4  | 3  | 0  | 1  | 11 | 2  | +9  |
| Tahití             | 7   | 4  | 2  | 1  | 1  | 6  | 1  | +5  |
| Islas Salomón      | 3   | 4  | 1  | 0  | 23 | 4  | 6  | -2  |
| Samoa Americana    | 0   | 4  | 0  | 0  | 4  | 0  | 23 | -23 |

| Fecha                   | Lugar |                    |                               | Resultado |                               |                 |
| ----------------------- | ----- | ------------------ | ----------------------------- | --------- | ----------------------------- | --------------- |
| 27 de agosto de 2011    | Numea | Papúa Nueva Guinea | Bandera de Papúa Nueva Guinea | 1-0       | Bandera de Polinesia Francesa | Tahití          |
| 27 de agosto de 2011    | Numea | Islas Salomón      | Bandera de Islas Salomón      | 0-3       | Bandera de Nueva Caledonia    | Nueva Caledonia |
| 29 de agosto de 2011    | Numea | Papúa Nueva Guinea | Bandera de Papúa Nueva Guinea | 8-0       | Bandera de Samoa Americana    | Samoa Americana |
| 29 de agosto de 2011    | Numea | Tahití             | Bandera de Polinesia Francesa | 0-0       | Bandera de Nueva Caledonia    | Nueva Caledonia |
| 31 de agosto de 2011    | Numea | Nueva Caledonia    | Bandera de Nueva Caledonia    | 7-0       | Bandera de Samoa Americana    | Samoa Americana |
| 31 de agosto de 2011    | Numea | Tahití             | Bandera de Polinesia Francesa | 2-0       | Bandera de Islas Salomón      | Islas Salomón   |
| 2 de septiembre de 2011 | Numea | Islas Salomón      | Bandera de Islas Salomón      | 4-0       | Bandera de Samoa Americana    | Samoa Americana |
| 2 de septiembre de 2011 | Numea | Papúa Nueva Guinea | Bandera de Papúa Nueva Guinea | 1-2       | Bandera de Nueva Caledonia    | Nueva Caledonia |
| 4 de septiembre de 2011 | Numea | Tahití             | Bandera de Polinesia Francesa | 4-0       | Bandera de Samoa Americana    | Samoa Americana |
| 4 de septiembre de 2011 | Numea | Papúa Nueva Guinea | Bandera de Papúa Nueva Guinea | 1-0       | Bandera de Islas Salomón      | Islas Salomón   |

## Grupo B
| Equipo     | Pts | PJ | PG | PE | PP | GF | GC | Dif |
| ---------- | --- | -- | -- | -- | -- | -- | -- | --- |
| Fiyi       | 6   | 3  | 2  | 0  | 1  | 4  | 5  | -1  |
| Tonga      | 4   | 2  | 2  | 0  | 1  | 4  | 2  | +2  |
| Islas Cook | 4   | 2  | 1  | 2  | 0  | 2  | 2  | 0   |
| Guam       | 2   | 2  | 1  | 1  | 1  | 2  | 3  | -1  |

| Fecha                   | Lugar |            |                       | Resultado |                       |            |
| ----------------------- | ----- | ---------- | --------------------- | --------- | --------------------- | ---------- |
| 31 de agosto de 2011    | Numea | Islas Cook | Bandera de Islas Cook | 1-1       | Bandera de Guam       | Guam       |
| 31 de agosto de 2011    | Numea | Tonga      | Bandera de Tonga      | 4-1       | Bandera de Fiyi       | Fiyi       |
| 2 de septiembre de 2011 | Numea | Fiyi       | Bandera de Fiyi       | 2-1       | Bandera de Guam       | Guam       |
| 2 de septiembre de 2011 | Numea | Tonga      | Bandera de Tonga      | 0-1       | Bandera de Islas Cook | Islas Cook |
| 4 de septiembre de 2011 | Numea | Tonga      | Bandera de Tonga      | 0-0       | Bandera de Guam       | Guam       |
| 4 de septiembre de 2011 | Numea | Fiyi       | Bandera de Fiyi       | 1-0       | Bandera de Islas Cook | Islas Cook |

## Semifinales
| Fecha                   | Lugar |                    |                               | Resultado |                  |       |
| ----------------------- | ----- | ------------------ | ----------------------------- | --------- | ---------------- | ----- |
| 7 de septiembre de 2011 | Koné  | Nueva Caledonia    | Bandera de Nueva Caledonia    | 3-2       | Bandera de Tonga | Tonga |
| 7 de septiembre de 2011 | Numea | Papúa Nueva Guinea | Bandera de Papúa Nueva Guinea | 4-0       | Bandera de Fiyi  | Fiyi  |

## Medalla de bronce
| Fecha                   | Lugar   |       |                  | Resultado |                 |      |
| ----------------------- | ------- | ----- | ---------------- | --------- | --------------- | ---- |
| 9 de septiembre de 2011 | Boulari | Tonga | Bandera de Tonga | 0-1       | Bandera de Fiyi | Fiyi |

## Final
| Fecha                   | Lugar |                 |                            | Resultado |                               |                    |
| ----------------------- | ----- | --------------- | -------------------------- | --------- | ----------------------------- | ------------------ |
| 9 de septiembre de 2011 | Numea | Nueva Caledonia | Bandera de Nueva Caledonia | 1-2       | Bandera de Papúa Nueva Guinea | Papúa Nueva Guinea |

| Bandera de Papúa Nueva Guinea |
| Campeón Papúa Nueva Guinea    |
| Tercer título                 |